# Cantón de Aillant-sur-Tholon
El cantón de Aillant-sur-Tholon era una división administrativa francesa, que estaba situada en el departamento de yonne y la región de Borgoña.

## Composición
El cantón estaba formado por veinte comunas:
- Aillant-sur-Tholon
- Branches
- Champvallon
- Chassy
- Fleury-la-Vallée
- Guerchy
- Laduz
- Les Ormes
- Merry-la-Vallée
- Neuilly
- Poilly-sur-Tholon
- Saint-Aubin-Château-Neuf
- Saint-Martin-sur-Ocre
- Saint-Maurice-le-Vieil
- Saint-Maurice-Thizouaille
- Senan
- Sommecaise
- Villemer
- Villiers-sur-Tholon
- Volgré

## Supresión del cantón de Aillant-sur-Tholon
En aplicación del Decreto nº 2014-156 de 13 de febrero de 2014, el cantón de Aillant-sur-Tholon fue suprimido el 22 de marzo de 2015 y sus 20 comunas pasaron a formar parte del nuevo cantón de Charny.